# Tamazirt
Tamazirt es una pequeña ciudad de La Cabilia (Argelia), en la Provincia de Sétif está ubicada a 70 km de la ciudad de Sétif. Allí existe un número considerable de lagos y cursos de agua.
La distancia entre Tamazirt y Argel- capital de Argelia- es de 3 horas en vehículo y 303 km de distancia la una de la otra.   

## Población
Tamazirt es una pequeña ciudad y un grupo de aldeas. Su población excede 5.500 personas, allí se habla tamazight como lengua materna. Español, francés y árabe como segundos idiomas. 

## Clima
| Parámetros climáticos promedio de Sétif | Parámetros climáticos promedio de Sétif | Parámetros climáticos promedio de Sétif | Parámetros climáticos promedio de Sétif | Parámetros climáticos promedio de Sétif | Parámetros climáticos promedio de Sétif | Parámetros climáticos promedio de Sétif | Parámetros climáticos promedio de Sétif | Parámetros climáticos promedio de Sétif | Parámetros climáticos promedio de Sétif | Parámetros climáticos promedio de Sétif | Parámetros climáticos promedio de Sétif | Parámetros climáticos promedio de Sétif | Parámetros climáticos promedio de Sétif |
| Mes                                     | Ene.                                    | Feb.                                    | Mar.                                    | Abr.                                    | May.                                    | Jun.                                    | Jul.                                    | Ago.                                    | Sep.                                    | Oct.                                    | Nov.                                    | Dic.                                    | Anual                                   |
| --------------------------------------- | --------------------------------------- | --------------------------------------- | --------------------------------------- | --------------------------------------- | --------------------------------------- | --------------------------------------- | --------------------------------------- | --------------------------------------- | --------------------------------------- | --------------------------------------- | --------------------------------------- | --------------------------------------- | --------------------------------------- |
| Temp. máx. media (°C)                   | 5                                       | 6.1                                     | 6.7                                     | 10                                      | 21.1                                    | 25                                      | 28.3                                    | 32.2                                    | 23.3                                    | 17.2                                    | 11.1                                    | 7.2                                     | 16.1                                    |
| Temp. media (°C)                        | 2.2                                     | 3.9                                     | 7.2                                     | 8.9                                     | 15.6                                    | 19.4                                    | 22.2                                    | 26.1                                    | 18.3                                    | 15.6                                    | 6.1                                     | 3.9                                     | 12.5                                    |
| Temp. mín. media (°C)                   | -1.1                                    | 1.1                                     | 3.9                                     | 5                                       | 8.9                                     | 12.8                                    | 16.1                                    | 20                                      | 15                                      | 10                                      | 5.6                                     | 0.6                                     | 8.1                                     |
| Días de lluvias (≥ 1 mm)                | 9                                       | 6                                       | 12                                      | 5                                       | 6                                       | 2                                       | 0                                       | 2                                       | 4                                       | 4                                       | 5                                       | 10                                      | 65                                      |
| Días de nevadas (≥ 1 cm)                | 7                                       | 5                                       | 3                                       | 1                                       | 0                                       | 0                                       | 0                                       | 0                                       | 0                                       | 0                                       | 2                                       | 6                                       | 24                                      |
| Fuente: Climate Zone                    |                                         |                                         |                                         |                                         |                                         |                                         |                                         |                                         |                                         |                                         |                                         |                                         |                                         |